# QJ
QJ (кит. трад. 前进, пиньинь QianJin, палл. Цяньцзинь (Прогресс), первоначально — HP (кит. трад. 和平, пиньинь HePing, палл. ХэПин (Мир)), с 1965 по 1971 — FD (кит. трад. 反帝, пиньинь FanDi, палл. ФаньДи (Антиимпериалистический))) —грузовой паровоз типа 1-5-1, выпускавшийся с 1956 по 1988 гг в КНР. Считается одним из лучших китайских паровозов. По всемирному признанию,[кто?] прототипами для него послужили советские паровозы, особенно ЛВ и ФД.

## Предпосылки к появлению
1 октября 1949 года Мао Цзэдун провозгласил образование Китайской Народной Республики (КНР). При помощи СССР, в новой республике начали создаваться базовые отрасли промышленности, проводиться её национализация, коллективизация сельского хозяйства, развёртывалось масштабное социалистическое строительство. Но на пути подъёма экономики встали несколько серьёзных препятствий, среди которых был и железнодорожный транспорт страны, который по целому ряду показателей весьма отставал от железнодорожного транспорта других стран. Так на конец 1949 года локомотивный парк китайских железных дорог насчитывал порядка 4069 паровозов 198 разновидностей. Эти паровозы в основном были импортного производства (Великобритания, США, Германия, Франция, Япония, Бельгия, Россия, Чехия и другие) довольно старых моделей, к тому же многие из них попадали в Китай уже после эксплуатации в других странах. За китайскими железными дорогами даже закрепилось прозвище «Международный паровозный музей» и это не было преувеличением. Для подъёма экономики требовался мощный паровоз, причём для поднятия престижа требовалось чтобы он был разработан и построен в КНР.

## Прототипы
За опытом конструкторы обратились в соседний Советский Союз, где в то время на железных дорогах наблюдался быстрый рост грузоперевозок, в связи с чем велись разработки по созданию новых, более мощных локомотивов. В СССР ещё в 1931 году был создан паровоз ФД, многие элементы конструкции которого были применены впервые в советском паровозостроении: механический углеподатчик, камера догорания, брусковая рама и так далее. Будучи не совсем экономичным, он был самым мощным среди советских серийных грузовых паровозов того времени. В 1945 году на его базе был создан новый паровоз, который первоначально получил обозначение серии П (Победа), которое вскоре сменили на Л (в честь главного конструктора — Лебедянского). Новый паровоз оказался весьма удачным, его разработчиков даже наградили Сталинской премией. Всего до 1955 года было построено свыше 4 тысяч локомотивов этой серии.

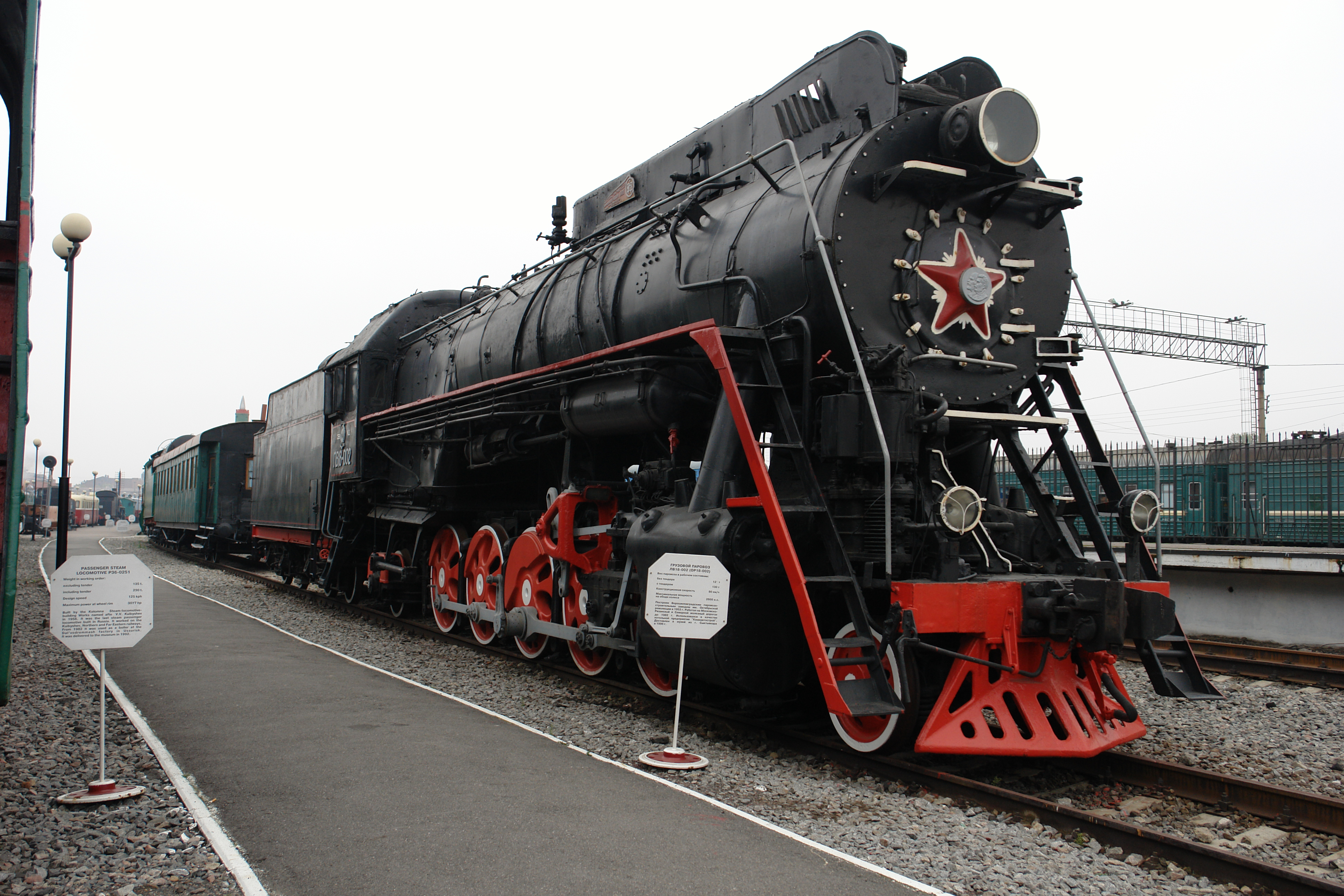
Паровоз ЛВ

Дальнейшим развитием конструкции паровоза Л стал ЛВ, который отличается от Л, в первую очередь, типом экипажной части - 1-5-1 с увеличителем сцепного веса, которая позволила дооборудовать паровоз водоподогревателем, усилить паровой котел и использовать некоторые иные нововведения. Новый паровоз стал самым экономичным из всех когда либо построенных в СССР паровозов (его КПД был выше 9 %), а по касательной мощности превосходил ФД. Однако производство этого паровоза велось всего 3 года, так как в феврале 1956 года на ХХ-ом съезде КПСС было принято решение о прекращении в СССР строительства паровозов. В том же году выпуск паровозов ЛВ был прекращён; всего было выпущено 522 паровоза этой серии. Также в 1954 году в СССР на базе ЛВ был разработан его усиленный вариант — ОР21, основным отличием которого от ЛВ была увеличенная нагрузка от осей на рельсы — 21 тс, против 18 тс, как у Л и ЛВ (первоначальное обозначение ЛВ было ОР18). Было построено всего 2 паровоза этой серии.
В то время между СССР и КНР были весьма хорошие отношения (например советская поговорка того времени: «русский с китайцем — братья навек»), поэтому китайские специалисты—железнодорожники имели возможность ознакомиться с конструкцией современных, на то время, советских паровозов, и как советские специалисты ещё при проектировании паровоза ФД использовали американский опыт паровозостроения, так теперь китайские специалисты решили использовать советский опыт строительства мощных паровозов.

## Постройка

### Паровозы HP

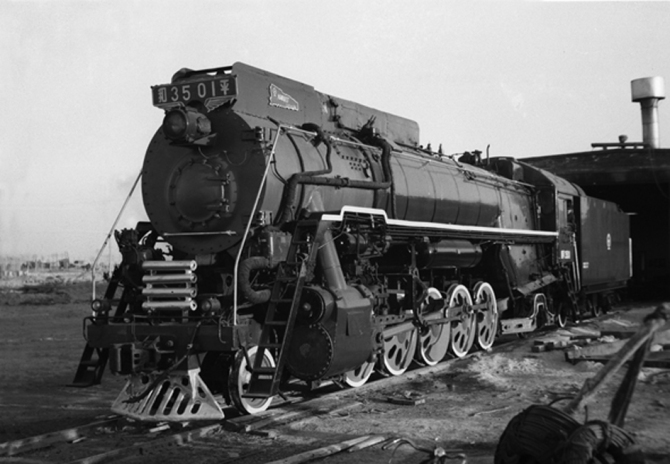
HP3501 — первый паровоз серии производства Датунского завода

18 сентября 1956 года в Даляне был построен новый паровоз, который по конструкции имел сильное сходство с советским паровозом ЛВ. Для китайского паровозостроения новый паровоз оказался во многом прогрессивным, так он был первым китайским паровозом с механическим углеподатчиком, закрытой будкой машиниста, водоподогревателем. Всего до 1960 года было построено 42 паровоза.

### Паровозы QJ
С 1964 года паровозы этого типа строились в Датуне на Датунском локомотивостроительном заводе. Производство паровозов «Прогресс» продолжалось до 1988 года. Паровозы «Прогресс» использовались китайскими железными дорогами до 2003 года, а Цзитунская железная дорога эксплуатировала эти паровозы до 2005 года.

## Сохранившиеся паровозы
Имеются сведения о семнадцати сохранившихся паровозах этого типа. Кроме того, два паровоза (6988 и 7081) принадлежат железной дороге Iowa Interstate Railroad в США. Один паровоз, № 2655, находится в техническом музее Шпайера (Германия).

## Конструкция

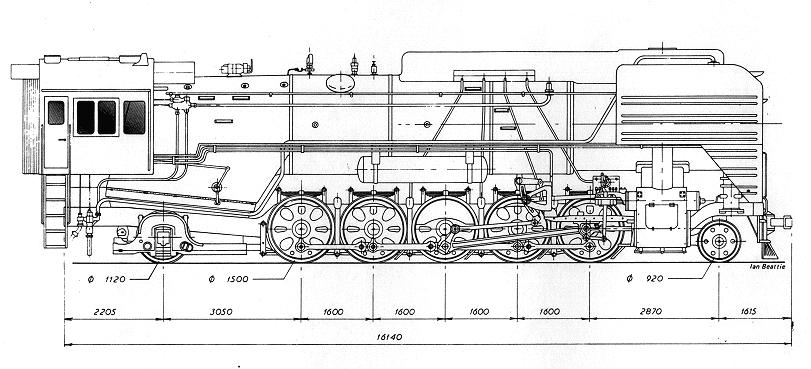
Основные размеры паровоза QJ